# Чигиринская советская республика
Чигиринская советская республика (январь 1919—август 1919) — государственное образование, созданное красными повстанцами Коцура С. Д. в Чигиринском уезде Киевской губернии зимой 1919 года.

## История
В начале января 1919 года атаман Коцур, командуя Субботовским повстанческим отрядом, в котором было 600 повстанцев, занял город Чигирин. Атаман разогнал в городе администрацию Дириктории УНР и объявил о создании независимого государства «Чигиринской советской республики». Главой республики и всех повстанческих сил республики был Свирид Коцур .
Свое правление Коцур начал с классового террора, по его приказу были расстреляны гетьманские «вартовые», буржуи, чиновники, были арестованы 60 подозрительных лиц в Чигирине. Отряды Коцура совершали карательные акции против кулацких сел, помещичьих экономий, устраивая контрибуцию и конфискации продовольствия на нужды революции.
Из-за грабежей отрядов Коцура в марте 1919 года жители сел Оситняжка и Цыбулево подняли восстание против власти атамана.

## Органы власти
Основной формой правления на местах в республике были вольные городские и сельские советы. В некоторых населенных пунктах были созданы ревкомы, но они реальной властью не обладали.

## Территория
Повстанцы атамана в момент провозглашения республики контролировали территорию Чигирин — Каменка — Субботов — Яничи — Новосельцы — Ивановка и несколько окрестных хуторов .